# 나인 (가수)
나인(Nine9, 본명: 장희연, 1983년 12월 30일 ~ )은 대한민국의 싱어송라이터이며, 모던 록 밴드 디어 클라우드의 보컬이다.

## 생애
2004년 언더그라운드 라이브 클럽에서 록 음악 가수 첫 데뷔하였다.

## 학력
- 서울예술대학 실용음악학과 전문학사 졸업

## 음반

### 정규 음반
- 2012년 9월 1집 《9Stories》
- 2024년 1월《9Colors》

### 비정규 음반
- 2010년 6월 Single 《허밍 앤 드로잉 Book O.S.T`》
- 2012년 4월 Single 《약속해》
- 2012년 5월 O.S.T 《히어로 O.S.T》
- 2012년 5월 Single 《가위손》
- 2012년 6월 Single 《그댈 향한 멜로디》
- 2013년 1월 Single Let Me Keep This Memory

### 참여음반
- 2011년 3월 몽니 3집 《단 한번의 여행》- '단 한번의 여행' 피처링
- 2014년 4월 홀로그램필름 1집 《Into The Wild》- '그 밤' 피처링
- 2014년 12월 신혜성 & 나인 《Single Once Again #6》 - '그대라서' 듀엣

## 방송
- JTBC 김제동의 톡투유 - 걱정 말아요! 그대
- MBC 미스터리 음악쇼 복면가왕 - 흔들리지 않는 편안한 성대 매트릭스 (143회, 144회 참가자 - 준우승)